# Hyphilaria parthenis
Espèce
Hyphilaria parthenis est un insecte lépidoptère appartenant à la famille  des Riodinidae et au genre Hyphilaria.

## Dénomination
Hyphilaria parthenis a été décrit par Westwood en 1851 sous le nom de Baeotis parthenis.
Synonymes : Baeotis cydias Westwood, 1851; Baeotis barissus Hewitson, 1875; Hyphilaria parthenis tigrinella Stichel, 1909; Hyphilaria parthenis virgatula Stichel, 1909. 

## Description
Hyphilaria parthenis est un petit papillon d'une envergure d'environ 26 mm qui présente un dimorphisme sexuel. Le mâle est de couleur noire à veines jaunes avec aux ailes antérieures cinq rayures orange parallèles à la marge. Aux ailes postérieures ces rayures orange sont séparées au bord costal et se rejoignent avant le bord interne. 
La femelle est elle aussi noire mais rayée de blanc.

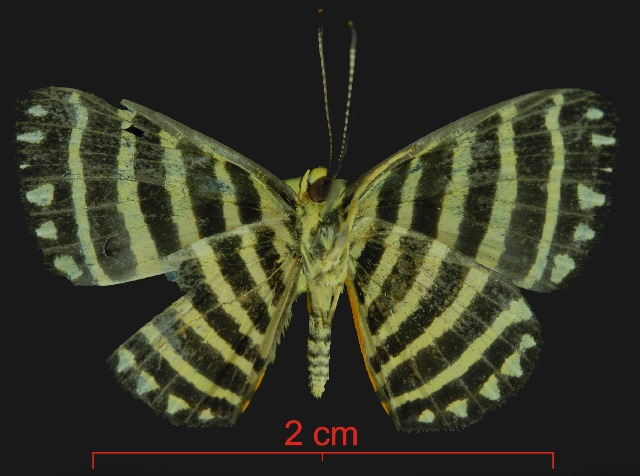
Hyphilaria parthenis mâle, revers

## Écologie et distribution
Hyphilaria parthenis est présent en Guyane, en Guyana, au Surinam, en Colombie, en Équateur et en Bolivie.

### Protection
Pas de statut de protection particulier.